# Démocrate Fédéraliste Indépendant

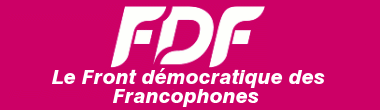
Een van logo's die door het FDF gebruikt werden.

Démocrate Fédéraliste Indépendant (DéFI), tot in 2015 bekend als Fédéralistes Démocrates Francophones en daarvoor als Front démocratique des francophones (FDF), is een Franstalige politieke partij in België die de belangen van de Franstaligen behartigt. De partij staat vooral sterk in het Brussels Hoofdstedelijk Gewest en in de zes faciliteitengemeenten in de Brusselse Rand, maar ook in Wallonië is de partij actief.
Van 2002 tot 2011 behoorde de FDF tot het Franstalig-rechtse kartel MR, samen met de PRL, de MCC en de PFF. Bij de gemeenteraadsverkiezingen in oktober 2012 kwam de partij voor het eerst sinds de breuk van het kartel met de MR op als afzonderlijke partij in Waalse gemeenten en provincies.

## Geschiedenis
De FDF werd opgericht op 11 mei 1964. De oorspronkelijke naam was Front démocratique des Bruxellois francophones (FDBF).

### Oprichting
De oprichting van de FDF gebeurde als een beweging van de Brusselse Franstaligen tegen de taalwetten van 1962-1963.
Aanvankelijk werd, in december 1963, door een 300-tal universiteitsprofessoren het Rassemblement pour le Droit et la Liberté (RDL) opgericht. Het ging hier om een politieke beweging ter verdediging van onder andere de fundamentele vrijheden tegen de intolerantie en het fanatisme op cultureel en taalkundig vlak.
Enkele weken later richtten 13 personen, afkomstig uit verschillende Waalse organisaties en Brusselse milieus (vooral ULB-professoren), het Front Démocratique des Bruxellois Francophones op. De bekendste namen waren Paul Brien (professor biologie aan de ULB, voorzitter van de FDF van 1964 tot 1967), Léon Defosset (advocaat, voorzitter van Brusselse regionale afdeling van het Mouvement populaire wallon, voorzitter FDF van 1975 tot 1977), André Lagasse (professor UCL, voorzitter van de FDF van 1972 tot 1975, voorzitter van de Brusselse regionale afdeling van de Rénovation wallonne) en Lucien Outers (secretaris-generaal van de Rénovation wallonne, voorzitter FDF 1983 tot 1984). Op 11 mei 1964 kondigde deze groep tijdens een persconferentie de stichting van de FDF aan en werd het eerste partijprogramma voorgesteld.

### 1964-2002
In de pers werd de FDF gesteund door het - inmiddels verdwenen - weekblad Pourquoi Pas? (reeds in een hoofdartikel van 15 mei 1964) en het Brusselse dagblad Le Soir. Ook van de gewezen premier en ex-PSC'er Jean Duvieusart kwam er steun voor de nieuwe partij.
De partij behaalde electorale successen bij de verkiezingen in de jaren 60 en 70 van de 20e eeuw, vaak in alliantie met een andere Franstalige groepering, "Démocratie Bruxelloise", of in de Vlaamse Rand onder de koepel van de lijst "Liberté et Démocratie".
Haar hoogtijdagen had de FDF ten tijde van de Taalstrijd in België in de jaren zeventig. Toen zat de partij in de regering en werkte ze mee aan de grote staatshervorming. In de Brusselse agglomeratie behaalde ze bij de gemeenteraadsverkiezingen in meerdere van de 19 gemeenten absolute meerderheden. Daarna daalde haar populariteit.
In 1971 haalde het FDF, gesteund door Paul-Henri Spaak, met de lijst "Rassemblement Bruxellois", in een verhit communautair klimaat (Leuven Vlaams, de eerste staatshervorming), een grote verkiezingsoverwinning. Veelbesproken hierbij was het fenomeen van de "FDF-Vlaming" of "valse Vlaming". In de Brusselse Agglomeratieraad, opgericht in 1971 en voorloper van het Brussels Parlement, was een vast aantal zetels gereserveerd voor de Nederlandstaligen, waarbij het bezit van een Nederlandstalige identiteitskaart als criterium gold. Een aantal Franstaligen vroeg er zo een aan, en werd zo als "Nederlandstalige" verkozen op de lijst van het Rassemblement Bruxellois. Elf van de in totaal 30 Nederlandstaligen waren dus "vals". De "vrijheid van gezinshoofd" werd weer ingevoerd in 1971: voortaan moest men enkel een bewijs van domicilie in een tweetalige gemeente voorleggen. Het FDF was een van de voorvechters van de uitbouw van de Brusselse agglomeratie tot een "région à part entière", met volwaardige gewestbevoegdheden. De Vlaamse partijen waren eerder gewonnen voor een systeem waarbij Brussel door de beide gemeenschappen samen of door de federale staat beheerd zou worden. De discussie zou aanslepen tot de oprichting van het Brussels Hoofdstedelijk Gewest in 1989, met taalgaranties voor de Nederlandstaligen.
Het FDF zorgde in 1976 in de persoon van Roger Nols, burgemeester van Schaarbeek, voor groot communautair oproer met de zogenaamde "lokettenkwestie". Tegen de taalwetten in, wees hij van de negen loketten in het gemeentehuis er zes toe aan de Franstaligen, twee aan de "gastarbeiders" en één aan de Nederlandstaligen. Na een nationale rel werd op een theatrale manier de situatie onder bescherming van de rijkswacht rechtgezet en kon iedereen aan elk loket in zijn eigen taal terecht.

### 2002-2010
Sinds 2002 vormde de FDF een kartel met de liberale MR. In de Regering-Verhofstadt II was voor de FDF, de Franstalige Gisèle Mandaila Malamba, staatssecretaris voor het Gezin en Personen met een Handicap.
Onder leiding van voorzitter Olivier Maingain werd de radicaal francofone lijn aangehouden en zelfs opgevoerd en kreeg de partij in sommige middens de bijnaam Frans Belang, in navolging van het VB. De partij wil de Vlaamse faciliteitengemeenten bij het Brussels Gewest aanhechten en eist de uitbreiding van de taalfaciliteiten naar een ruimer gebied in Vlaams-Brabant. Bij de communautaire besprekingen in de federale sfeer en later bij die tussen de gemeenschappen en gewesten van 2007 - 2009 werd ook de kwestie-Voeren door de FDF opnieuw ter agendering aangedragen.

### 2010-heden
Op 20 januari 2010 raakte bekend dat de partij van naam zou veranderen in 'Fédéralistes démocrates francophones'. Sommige leden van de partij zouden zich storen aan het woord "Front". Ook het logo van de partij werd gewijzigd.
Op 25 september 2011 brak de partij na een vergadering van de algemene raad van de partij met de MR. De FDF kon zich niet vinden in het communautair akkoord rond de splitsing van het arrondissement Brussel-Halle-Vilvoorde bij de regeringsformatie, zonder onder meer de door de FDF gevraagde uitbreiding van het Brussels Hoofdstedelijk Gewest. De rest van de MR had het akkoord wel goedgekeurd. Naar aanleiding van deze breuk besliste het FDF voortaan ook lijsten in te dienen in alle Waalse kieskringen, en dit zowel voor de federale als de gewestverkiezingen, wat het voor de coalitievorming met de MR nooit gedaan had. Het FDF was ook de enige Franstalige partij die na de splitsing van het kiesarrondissement Brussel-Halle-Vilvoorde in de nieuwe kieskring Vlaams-Brabant een lijst indiende voor de eerstvolgende federale verkiezingen in 2014. Met 15.405 stemmen kwam de partij echter beneden de kiesdrempel uit. Ook in Wallonië werd sinds de breuk met de MR geen enkele zetel veroverd ook al werd in 2019 de kiesdrempel gehaald in de kieskring Waals-Brabant. Bij de federale verkiezingen van 2024 werd niet langer een lijst ingediend in de kieskring Vlaams-Brabant.
Op 13 november 2015 veranderde de partij opnieuw van naam: Démocrate Fédéraliste Indépendant, kortweg DéFI, dat Frans is voor "uitdaging". Voorzitter Maingain wil met de nieuwe naam meer een andere koers varen, namelijk die van het sociaalliberalisme.
In december 2019 werd François De Smet verkozen als nieuwe partijvoorzitter. Na de slechte resultaten bij de federale en gewestverkiezingen van juni 2024 gaf hij zijn ontslag en werd vervangen worden door Sophie Rohonyi. Deze voorzitterswissel kan een nieuwe afstraffing bij de gemeenteraadsverkiezingen van oktober 2024 echter niet voorkomen. 
Op 20 december 2024 besloot voormalig partijvoorzitter en boegbeeld Olivier Maingain de partij de rug toe te keren, nadat hij al een aantal maanden openlijk in conflict was met voorzitster Rohonyi. In april 2025 kondigde hij de oprichting aan van een nieuwe politieke partij. Kort voordien had ook zijn zoon Fabien Maingain, voormalig schepen in de stad Brussel, zijn ontslag uit de partij aangekondigd.

#### Federaal niveau

##### Wetgevende macht

###### Kamer van volksvertegenwoordigers
- François De Smet

#### Regionaal niveau

##### Uitvoerende macht
| Brusselse regering Vervoort III | Brusselse regering Vervoort III | Brusselse regering Vervoort III                                                |
| Functie                         | Naam                            | Bevoegdheid                                                                    |
| ------------------------------- | ------------------------------- | ------------------------------------------------------------------------------ |
| Minister                        | Bernard Clerfayt                | Werk, Beroepsopleiding, Digitalisering, Plaatselijke Besturen en Dierenwelzijn |

##### Wetgevende macht

###### Brussels parlement
Fractievoorzitter:  Jonathan de Patoul
- Jonathan de Patoul
- Cécile Jodogne
- Joëlle Maison
- Gisèle Mandaila Malamba

##### Lokaal niveau

###### Provincieraadsleden
DéFI heeft twee provincieraadsleden:
- Françoise Devleeschouwer
- Luc D'Hondt

###### Burgemeesters
DéFI heeft een burgemeester:
- Sophie de Vos (Oudergem)

## Verkiezingsresultaten

### Parlement Brussels Hoofdstedelijk Gewest
Van 1989 tot en met de verkiezingen van 1999 telt het parlement 75 leden vanaf de verkiezingen van 2004 89 met een vastgelegd aantal zetels per taalgroep 72 voor de Franstalige lijsten en 17 voor de Nederlandstalige lijsten.
|                | 1989*  | 1995* | 1999 | 2004 | 2009 | 2014   | 2019   | 2024   |
| -------------- | ------ | ----- | ---- | ---- | ---- | ------ | ------ | ------ |
| Aantal stemmen | 64.489 |       |      |      |      | 60.611 | 53.638 | 31.614 |
| Aandeel %      | 14,74% |       |      |      |      | 14,81% | 13,81% | 8,11%  |
| Zetels         | 12     | 13    | 11   | 8    | 11   | 12     | 10     | 6      |

- 1989: als FDF
- 1995: voor de verkiezingen van 1995 tot en met deze van 2009 maakte het toenmalige FDF deel uit van een coalitie met de MR (voorheen PRL) op een gemeenschappelijke lijst. Het vermelde aantal zetels is dit voor de verkozenen van FDF-signatuur op deze coalitielijst.

## Voorzitters
| Naam             | Periode                            | Opmerkingen |
| ---------------- | ---------------------------------- | --- |
| Paul Brien       | 6 juli 1964 - 22 mei 1967          | |
| Albert Peeters   | 22 mei 1967 - 27 mei 1972          | |
| André Lagasse    | 27 mei 1972 - 18 januari 1975      | Verkozen op 27 mei 1972. |
| Léon Defosset    | 18 januari 1975 - 14 juni 1977     | Verkozen op 18 januari 1975. |
| Antoinette Spaak | 14 juni 1977 - 28 januari 1983     | Waarnemend voorzitter tot 5 november 1977. Officieel verkozen op 5 november 1977, herkozen op 7 juni 1980.                           |
| Lucien Outers    | 28 januari 1983 - 20 november 1984 | Verkozen op 28 januari 1983. |
| Georges Clerfayt | 20 november 1984 - 1 oktober 1995  | Verkozen op 20 november 1984. Herkozen op 11 oktober 1986, 9 december 1989 en 4 april 1992.                                          |
| Olivier Maingain | 1 oktober 1995 - 1 december 2019   | Verkozen op 1 oktober 1995. Herkozen op 25 oktober 1997, 29 mei 2000, 16 maart 2003, 26 april 2009, 20 januari 2013 en 8 maart 2015. |
| François De Smet | 1 december 2019 - 5 juli 2024      | Verkozen op 1 december 2019. Herkozen op 4 december 2022.                                                                            |
| Sophie Rohonyi   | 5 juli 2024 - heden                | Verkozen op 5 juli 2024. |

## Ondervoorzitters
- Martine Payfa: 1991-1998